# Dromiciops
Los monitos del monte (Dromiciops) constituyen un género singular de marsupiales, integrado por 3 especies, que habitan bosques templados y templado-fríos del centro y sur de Chile y el suroeste de la Argentina.

## Taxonomía
El género Dromiciops fue descrito originalmente en el año 1894 por el mastozoólogo británico Michael Rogers Oldfield Thomas para incluir en él a su especie tipo: Dromiciops gliroides.
Historia sistemática
Hasta el año 2016 se creía que este era un género monotípico integrado por una única especie: D. gliroides, sin embargo, en el año 2008 se demostró que lo que se creía un único clado en realidad presentaba una marcada estructura filogeográfica formada por 3 grupos alopátricos bien diferenciados.
Sobre esta base, se estudió la variación morfológica de Dromiciops, concluyéndose que el patrón geográfico de la misma es congruente con el patrón filogeográfico, por lo que la evidencia morfológica y molecular demostró la existencia de 3 especies, las que son fácilmente separables sobre particularidades de sus rasgos dentales y craneales. Esto fue dado a conocer en una publicación del año 2016 por parte de los científicos de la Universidad Austral de Chile Guillermo D'Elía, Natalí Hurtado y Alejandro D'Anatro, en la cual se describieron dos especie de este género.
Sin embargo, un estudio posterior postuló que la estructuración filogenética comprobada en el estudio de D'Elia y colaboradores no necesariamente implicaría el establecimiento de dos nuevas especies adicionales ni obligadamente reflejaría variaciones morfológicas. Se planteó que la variación craneal de los individuos estaría ligada a cambios ambientales latitudinales, como parte de una plasticidad fenotípica propia del taxón, por lo tanto, concluyeron que no había pruebas suficientes para contradecir que el género se componía de una sola especie: Dromiciops gliroides.
Un nuevo estudio, obra de Julián F. Quintero-Galvis, Pablo Sáenz-Agudelo, Juan L. Celis-Diez, Guillermo C. Amico, Soledad Vázquez, Aaron B. A. Shafer y Roberto F. Nespolo, publicado en el año 2020, terminó por confirmar que el género era multiespecífico. Sobre un lote de muestras correspondientes a 159 especímenes, de 31 localidades de Argentina y Chile, se realizó una reconstrucción filogenética utilizando secuencias de 2 genes de ADN mitocondrial y 4 de ADN nuclear. La datación del tiempo de divergencia estimado fue conseguida mediante calibración fósil. El análisis filogenético resultó en la constatación de 4 clados bien apoyados, con distribuciones geográficas discretas. El clado más antiguo y diferenciado corresponde al de la distribución más septentrional (35,2ºS a 39,3ºS), correspondiente a D. bozinovici, especie que compartió un ancestro común con D. gliroides (clados del sur) hace unos 13 Ma, con los cuales presenta un porcentaje estimado de divergencia en mtDNA elevado (rango: 7,3-12 %). Los clados del sur (D. gliroides y D. mondaca, 39,6ºS a 42,0ºS), mostraron un tiempo de divergencia que varió de 9,57 a 6,5 Ma. Se detectó una fuerte estructura genética de norte a sur, pero no entre las poblaciones de laderas opuestas de la cordillera de los Andes, o entre las poblaciones de la isla Grande de Chiloé respecto a las de la tierra firme inmediata. También se recuperó un cuarto clado, dentro del área correspondiente a D. gliroides, sobre el cual proseguirán más estudios.
Los 3 principales linajes genéticos de Dromiciops, cuya divergencia se atribuyó inicialmente a glaciaciones del Pleistoceno, resultaron ser consecuencia en realidad de eventos geológicos mucho más antiguos. La fuerza diversificadora se desencadenó y operó en su totalidad durante el óptimo climático del Mioceno medio. La transgresión resultante, una masiva inundación que cubrió de aguas marinas amplias porciones de tierras bajas de la cara occidental de los Andes entre las latitudes 38 a 48ºS, generó aislamiento de las poblaciones del género durante un tiempo suficiente para diferenciarse específicamente, las que, al descender las aguas, continuaron su individualidad, la cual mantienen hasta la actualidad. Las poblaciones que darían forma a D. gliroides habrían evolucionado al quedar aisladas por la inundación en una parte elevada del sur de la isla Grande de Chiloé; las que formarían a D. bozinovici lo habrían hecho en territorios continentales del norte; las que formaron D. mondaca habrían evolucionado al quedar aisladas en una paleoisla cerca de Valdivia, correspondiente a partes elevadas de la actual cordillera de la Costa.
Esta reconstrucción evolutiva coincide con la distribución ancestral propuesta para los linajes sudamericanos del género Nothofagus, árboles que, en conjunción con las cañas o bambúes del género Chusquea, están íntimamente relacionados con los monitos del monte.
Relaciones filogenéticas
Este género destaca por ser el único viviente de los incluidos en el orden Microbiotheria, estando más emparentado con géneros de Australia que con los sudamericanos. Son considerados "fósiles vivientes", ya que todos los miembros de los restantes géneros del orden se extinguieron entre el Oligoceno y el Mioceno. Se ignora si los remotos ancestros del monito del monte llegaron a América desde Australia a través de la Antártida, o bien se encontraban allí desde la época en que ambos continentes estaban unidos formando Gondwana.
Subdivisión
Este género se compone de 3 especies vivientes:
- Dromiciops gliroides Thomas, 1894
- Dromiciops bozinovici D'Elía, Hurtado & D'Anatro, 2016
- Dromiciops mondaca D'Elía, Hurtado & D'Anatro, 2016

## Hábitat y distribución
Dromiciops es endémico del centro-sur de Chile y de los bosques templados del noroeste de la Patagonia Argentina . La distribución geográfica del género abarca desde la Reserva Nacional Los Ruiles en la Región del Maule por el norte, hasta la desembocadura del río Inío en la Isla Grande de Chiloé por el oeste y sur, y hasta el paso fronterizo Pino Hachado por el este. En Argentina se encuentra en las provincias de Río Negro y Neuquén, además del noroeste de la provincia de Chubut. El conocimiento sobre sus distribuciones ha estado en constante crecimiento desde 1870, ya que diversos estudios han registrado nuevas localidades en donde estos marsupiales habitan. En 2010 un estudio recopiló y analizó estos registros, conformando el modelo distributivo actual. Dromiciops ha sido documentado en más de 88 localidades desde su descubrimiento, la mayoría de ellas en Chile.
El género reside en la zona norte y central de la ecorregión bosque templado valdiviano en donde habita, principalmente, en las subregiones bosque andino —con asociaciones de Nothofagus-Fitzroya y Nothogafus-Araucaria—, bosque maulino costero y bosque valdiviano, que conforman el 80 % del hábitat de la especie. Prefiere los bosques primarios húmedos y fríos, y evita en lo posible bosques secundarios y matorrales. En 2009, un estudio de telemetría estudio un área en donde los tres tipos de hábitat coexistían. Este mostró que el uso de hábitat corresponde en un 97 % a bosques primarios, 2 % a bosques secundarios y 1 % a matorrales.
Su presencia está directamente relacionada con la de ciertas plantas con las cuales presenta una relación de simpatría. Su abundancia decae si el porcentaje de cobertura de caña de colihue (Chusquea culeou) es menor al 10 %. Una vez que los requerimientos de colihue se cumplen, su presencia depende de la disponibilidad de frutos de quintral (Tristerix corymbosus). Áreas con más del 10 % de colihue, pero con nula presencia de quintral contienen entre 5 y 7 individuos por hectárea (ind/ha). En cambio, áreas con la misma cantidad de colihue, pero con abundante quintral albergan hasta 25 ind/ha.

## Anatomía y fisiología
El monito del monte es un mamífero pequeño, con un hocico corto, cara puntiaguda y pequeñas orejas redondas. Las medidas promedio en los adultos son: 210 mm desde la cabeza a la cola, 100 mm la cabeza y el cuerpo y 110 mm solo la cola. La cola es prensil, peluda y gorda, especialmente cerca de la base, donde acumula grasas antes de hibernar. Posee pulgares oponibles y un área de piel desnuda en la punta interna de la cola, características que usa para desplazarse por la ramas de los árboles. Pesa entre 16 y 46 gramos. Dromiciops gliroides exhibe un leve dimorfismo sexual: las hembras son más grandes que los machos, especialmente durante el periodo anterior a la hibernación.
El pelaje del monito del mote es corto, denso y de coloración parda que se oscurece en el área dorsal. La cara es de color gris-pálido, con anillos negros alrededor de los ojos. La nuca es de color rufo o canela, que se vuelve más pálido en los costados. Asimismo, posee varias manchas blanquecinas justo alrededor de los hombros y detrás de las caderas. El vientre es blanco-amarillento con una coloración gris-pálida en la parte interna de las patas.
La fórmula dentaria es {\displaystyle {\tfrac {5.1.3.4}{4.1.3.4}}\times 2=50}, es decir que en cada lado de la mandíbula posee 50 dientes: nueve incisivos, cinco superiores y cuatro inferiores, un canino superior y otro inferior, seis premolares, tres superiores y tres inferiores, y ocho molares, cuatro superiores y cuatro inferiores. La dentición decidua es similar a la permanente, solo que posee un incisivo inferior adicional. El monito del monte presenta un gran número de anomalías dentarias en comparación a otras especies de marsupiales. Esta anomalías están presentes en el 8,8% de los especímenes e incluyen dientes supernumerarios y fusiones de dientes.

## Faneróptica y anatomía
| Morfometría          | Masa (g) | Longitud (cm) | Longitud (cm) |
| Morfometría          | Masa (g) | Cuerpo        | Cola          |
| Dromiciops gliroides | Hasta 40 | 13            | 13            |

El monito del monte es apenas mayor que un ratón común, y aunque sea de menor tamaño que los didélfidos, da la sensación de ser un animal más robusto debido a la densa capa que lo recubre, preparándolo para soportar bajas temperaturas.
El pelo es denso y suave, de color pardo-grisáceo o bayo, con la región ventral blancuzca; muestra franjas oscuras en la espalda y los flancos.
Las orejas son más pequeñas que las del resto de los marsupiales americanos, y están cubiertas de pelo. Los ojos, pequeños y oscuros, están rodeados por una mancha de pelo negro. La frente y la cabeza están surcadas por una línea negra longitudinal.
Los pulgares son oponibles al resto.
La cola mide entre 10 y 13 cm, parcialmente prensil y cubierta por un denso y corto pelaje, similar al del resto del cuerpo en el tercio proximal, y tieso y ligeramente más claro en los dos tercios distales. Los dos o tres últimos centímetros de la cola, están desnudos en la superficie ventral. En ella se deposita abundante tejido adiposo que le ayudará a sobrevivir durante los meses de hibernación.
Las hembras poseen un marsupio bien desarrollado en cuyo interior se disponen cuatro mamas.

## Reproducción
Dromiciops alcanza la madurez sexual en el segundo año de vida. Las hembras son monoéstricas, por lo que crían una sola camada al año, la cual consiste normalmente de dos a cuatro crías. La temporada reproductiva comienza a fines de invierno y termina a comienzos de la primavera; de agosto a septiembre. Después de la concepción —y una vez que el blastocito se implanta en el endometrio— se forma una placenta coriovitelina que nutre al embrión.
El desarrollo intrauterino dura de tres a cuatro semanas, hasta finales de octubre. Durante este periodo la madre desarrolla el marsupio y las glándulas mamarias. El parto ocurre a principios de noviembre, y los neonatos migran desde la vagina hasta el marsupio. En este punto las crías ya poseen estomodeo, sistema olfativo y extremidades traseras. El desarrollo dentro del marsupio dura dos meses aproximadamente, de noviembre a diciembre, en los cuales la camada se mantiene aferrada firmemente a los pezones de la madre. Una vez que las capacidades motoras aumentan, los monitos del monte juveniles pueden abandonar el marsupio por cortos periodos de tiempo. Durante febrero, las crías realizan pequeñas excursiones sin el resguardo de su madre, pero manteniéndose en todo momento unidas entre ellas. Para fines de marzo los monitos del monte ya son totalmente autónomos, si bien no dejan de amamantar hasta el fin de la temporada reproductiva en abril.

## Comportamiento

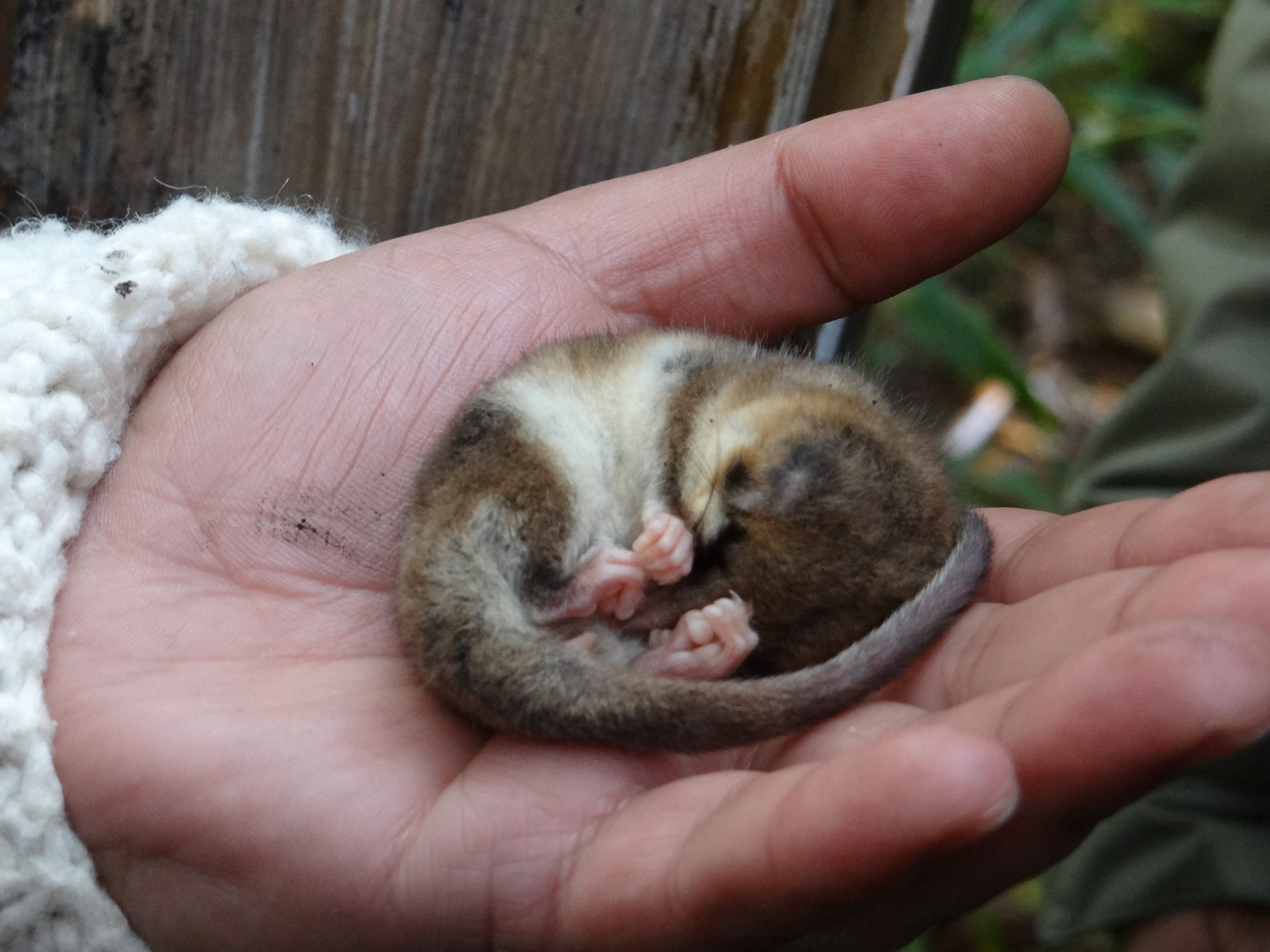
Un ejemplar en estado de hibernación.

Son animales de hábitos nocturnos y arborícolas, que construyen nidos esféricos con hojas de quilas (Chusquea quila). En ellos se refugian mientras las condiciones climáticas son adversas. No obstante, cuando éstas son extremadamente rigurosas, como es costumbre en el invierno austral en los Andes, estos animales hibernan hasta la primavera.
También son utilizados para albergar las crías una vez que han sido destetadas. Los nidos son encaramados entre la vegetación a aproximadamente 2 m de altura. También aprovechan otros abandonados por aves u otros animales e incluso hacerlos en huecos de troncos caídos, impermeabilizando las paredes de los mismos con hojas frescas.
Parece ser que solo forman parejas durante la época de celo, y el resto del año, las únicas asociaciones existentes en esta especie son las de la madre con la cría.

## Ecología

### Dieta
Dromiciops es un omnívoro generalista, es decir, necesita artrópodos —ricos en proteínas— y frutos —ricos en azúcares— para abastecer sus requerimientos nutricionales. La dieta del marsupial varía estacionalmente, debido probablemente a la disponibilidad. En verano cuando la presencia de frutos es mayor, su consumo aumenta. En cambio, en primavera la dieta de D. gliroides pasa a ser más insectívora, debido en parte a la necesidad de una dieta alta en proteínas para el apareo. Una dieta rica en frutos a fines del verano podría estar relacionada con la necesidad de almacenar grasa y azúcares para el invierno.
Un estudió analizó las proporciones dietarias de las poblaciones de monitos del monte en Chiloé (pertenecientes a la especie D. gliroides) mediante estudios de muestras fecales, tanto en bosques primarios (BP) como en bosques de tala selectiva (BTS). Los artrópodos representaron más de un 40 % de los elementos encontrados y fueron la principal fuente de alimento tanto en BP como en BTS, aunque su presencia fue mayor en estos últimos. Según el estudio esto se debió a que en los BTS los doseles arbóreos son más abiertos, lo que aumenta la cobertura de caña, donde estos insectos habitan. Coleoptera y Orthoptera fueron los artrópodos más frecuentes, con una presencia en 43 % y 25 % de las muestras, respectivamente. Otros taxones, como Lepidoptera, Hymenoptera y Hemiptera también fueron encontrados, aunque en menor frecuencia. Por otro lado, se encontraron las semillas de 12 plantas diferentes, entre ellas epifitas, enredaderas, y arbustos. Otro estudio analizó la dieta de Dromiciops cerca de Valdivia y llegó a resultados similares. Los invertebrados correspondieron a un 79,7 % de la dieta, abundaron en primavera y su consumo decreció en verano y otoño. En cambio, los frutos abundaron en verano y su consumo varió de forma inversa.
Si bien Dromiciops necesita una dieta omnívora, exhibe una serie de plasticidades fenotípicas en función de la dieta consumida —insectívora, frugívora o mixta—. El consumo de oxígeno aumenta durante una dieta específica, ya sea de insectos o frutos. La pérdida de agua evaporativa es mayor en una dieta frugívora, decrece en una dieta mixta y llega a su punto más bajo durante una dieta insectívora. En cambio, el hígado —el órgano encargado de metabolizar las proteínas y las grasas— aumenta de tamaño durante una dieta insectívora. El intestino delgado también aumentó de tamaño en esa dieta, probablemente para mejorar la digestión de proteínas y otros elementos presentes en artrópodos, como los exoesqueletos. La producción de enzimas digestivas también depende de la alimentación del monito del monte. En una dieta insectívora la síntesis de aminopeptidasa N incrementa, especialmente en la última parte del tracto intestinal. En cambio, durante una dieta frugívora, la síntesis de maltasa y sacarasa se dispara.

### Depredadores y parásitos

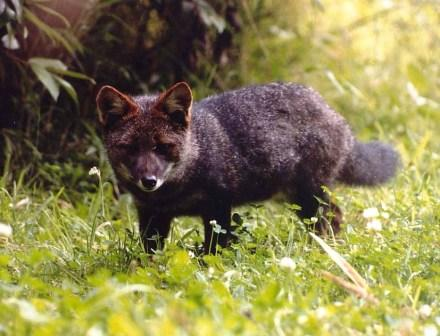
Zorro chilote (Lycalopex fulvipes), depredador del monito del monte.

Los principales depredadores del monito del monte son mamíferos y aves, tanto introducidos como nativos, en especial el gato doméstico (Felis silvestris catus). Estudios han determinado que el monito del monte corresponde al 10 % de la dieta del zorro chilla (Lycalopex griseus), al 3,6 % de la del zorro chilote (Lycalopex fulvipes), y a una pequeña parte de la dieta de la lechuza (Tyto furcata) y del puma (Puma concolor puma). Además corresponde al 10,3 % de las presas capturadas por el concón (Strix rufipes) y al 37,7 % de la biomasa de su dieta. Sin embargo, el hábitat del marsupial posee altas concentraciones de caña colihue, por lo que no es visto fácilmente. Además, al ser un animal arbóreo, las posibilidades de encontrarse con algún depredador terrestre son escasas. También se ha sugerido que la secreción que el monito del monte rezuma de sus glándulas cutáneas es capaz de repeler depredadores.
Tres taxones de ectoparásitos han sido encontrados en Dromiciops: Siphonaptera (pulgas), Acari (ácaros y garrapatas) y Hirudinea (sanguijuelas). Entre las especies de sifanópteros identificadas están Chiliopsylla allophyla y Plocopsylla diana. Entre los ácaros, se han sido reconocido dos, Acanthochela chilensis y Dromiciocoptes brieni. Ixodes neuquenensis es la única garrapata identificada como parásito de Dromiciops. Si bien la presencia de sanguijuelas en el monito de monte se encuentra bien documentada, no se ha identificado ninguna especie aún. En 2012, un estudio analizó a 185 individuos en busca de ectoparásitos, de los cuales 102 los poseían, es decir el 55 %. El estudio mostró que la presencia de parásitos es mayor en bosques de tala selectiva que en bosques primarios, y mayor en ejemplares jóvenes que en adultos. Además la prevalencia de garrapatas fue mayor en primavera que en verano. El sexo no incidió en la presencia de parásitos. El estudió concluyó, basándose en el peso, índices de recaptura y densidad de población, que los parásitos no afectaron la salud de los monitos del monte.
Solo se han encontrado dos especies de endoparásitos en el monito del monte: Allassogonoporus dromiciops, perteneciente al taxón Digenea y Pterigodermatites (Paucipectines) spinicaudatis, perteneciente al taxón Nematoda. El primero es el único Allassogonoporus en Sudamérica y el único que parásita a un marsupial. El resto de las especies del género afectan a murciélagos y roedores de Norteamérica, Europa y el Sudeste Asiático. Por otro lado, P. spinicaudatis no está presente en ningún marsupial australiano, pero si en varios americanos.
En 2009, un estudio descubrió varios Hepatozoon, un género de protozoos, hospedados en los eritrocitos del monito del monte. El estudio sugiere que el parásito Ixodes neuquenensis fue el vector común de infección. El protozoo se encontró en 35 de los 75 individuos analizados. La infección fue más difícil de identificar en monitos del monte adultos, lo que implica que los ejemplares jóvenes son más vulnerables. Estos Hepatozoon son una amenaza para el marsupial ya que podrían inducir la aparición de otras enfermedades.

### Rol ecológico

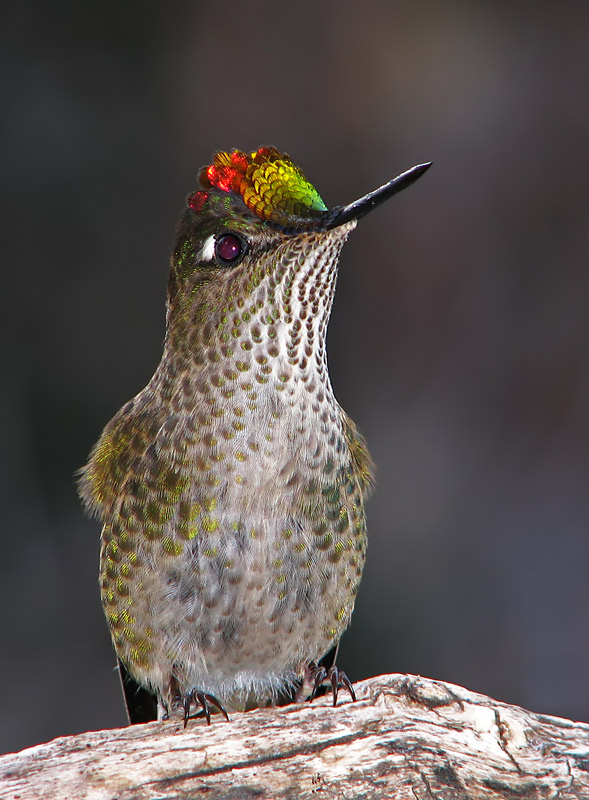
El picaflor (S. sephaniodes) se alimenta exclusivamente de quintral en invierno, el cual es dispersado por el monito del monte.

Dromiciops es el principal dispersor de semillas de al menos 16 especies de plantas diferentes, que conforman el 80% de las plantas con frutos de su ecosistema. Seis de ellas son dispersadas únicamente por el monito del monte: Tristerix corymbosus, Asteranthera ovata, Cissus striata, Desfontainia spinosa, Luzuriaga sp., Mitraria coccinea. El resto, en cambio, también es dispersado por aves frugívoras como el fio-fio (Elaenia albiceps) y el zorzal (Turdus falcklandii). Cabe destacarse su relación mutualista con el quintral (Tristerix corymbosus). Esta hemiparásita posee un rol vital para la conservación de los bosques templados de la Patagonia. Aparte de ser un factor de mortalidad para las plantas hospedadoras, su néctar es la principal fuente de alimento del picaflor chico o rubí (Sephanoides sephaniodes) durante los meses de invierno. A su vez, S. sephanoides es el único polinizador de al menos 20% de las especies de su bioma, incluida T. corymbosus.
Dromiciops dispersa semillas de frutos que otros animales rechazarían debido a su color o tamaño. Por ejemplo, E. albiceps y T. falcklandii, las principales aves dispersoras en los bosques del sur de Chile, solo pueden consumir frutos de hasta cierto tamaño, 8 mm y 11 mm respectivamente. El monito del monte, por otro lado, puede alimentarse de frutos de más de 11 mm de diámetro. Se ha documentado una relación entre el tipo de dispersor de una planta y el color de la fruta que produce. Las especies dispersadas por mamíferos son generalmente verdes, en cambio, las dispersadas por aves son de colores más fuertes, como amarillo, rojo y negro. Esta relación es particularmente evidente en el caso de T. corymbosus. Los especímenes ubicados en el norte, en los matorrales chilenos, exhiben una coloración amarilla. En cambio, los que habitan en el sur, en los bosques templados, exhiben una coloración verde. Se ha propuesto que la necesidad de atraer a ciertas aves causa que algunas plantas provean a sus frutos de colores más vistosos. Eso explicaría que en su distribución más austral, T. corymbosus presente frutos verdes; el monito del monte no discrimina en función del color ya que es un animal nocturno.
La efectividad del monito del monte como dispersor de semillas ha sido confirmada en varios estudios. Es capaz de ingerir semillas y después expulsarlas sin causarles ningún daño, por el contrario, ayuda a su germinación y les confiere un abono natural. De hecho, estudios han demostrado que las semillas de T. corymbosus, A. chilensis y A. microphylla que han pasado por el tubo digestivo del monito del monte presentan mayores índices de germinación que las plantadas directamente en el sustrato. Además, el rol del monito del monte es especialmente evidente en el caso de las hemiparásitas, como T. corymbosus, ya que necesitan germinar sobre algún tronco o rama. Un estudio mostró que solo el 10% de las semillas defecadas por D. gliroides cayó al suelo, el 90% germinó, y la mayoría desarrolló rizoides, una especie de raíz con la cual las hemiparásitas se fijan a su hospedador.

## Conservación

### Abundancia
Dromiciops gliroides es clasificado como «casi amenazado» por la Lista Roja de la UICN, debido a un continuo declive en su población causado por la actividad maderera y agrícola. En 2007, fue clasificado como «IC=Insuficiente mente conocido» en el Decreto N° 151 del Ministerio Secretaría General de la Presidencia de Chile, que juzgó la información existente como insuficiente para determinar un estado de conservación, pese a que se sospechó de una situación de amenaza. En un principio D. gliroides fue considerada una especie rara. De hecho, hasta el 2008, la UINC la clasificó como vulnerable. Esto se debió a su baja abundancia durante estudios anteriores al siglo XXI en poblaciones de micromamíferos. Sin embargo, el tipo y la altura de las trampas usadas fueron las causas principales de este bajo índice poblacional. Estos estudios utilizaron trampas Sherman colocadas en el suelo, las cuales son ineficaces en la captura de animales arbóreos. Además usaron avena como cebo, la cual no atrae mamíferos frugívoros-insectívoros.
No sería hasta el 2009 cuando se investigaron métodos no convencionales destinados directamente a la captura del monito del monte. Estos estudios concluyeron que la forma más eficaz para capturarlo es una combinación de trampas de captura viva de malla, colocadas sobre el suelo, con un cebo de plátano. Gracias a estos avances se descubrió que D. gliroides es más común de lo que se pensaba. Si bien algunas áreas han sido bien estudiadas, se desconoce mucho sobre poblaciones en el resto de su distribución geográfica. En un área, cercana al Parque nacional Vicente Pérez Rosales, se registró una densidad promedio de 27 individuos por hectárea (ind/ha) en bosques primarios y 19 ind/ha en bosques secundarios. En un bosque secundario al norte de Valdivia se registró una densidad de 26 ind/ha. En cambio, en un bosque primario cercano a Bariloche se estimó una densidad de 27 ind/ha. En Chiloé la abundancia es menor; en el 2012 un estudio registró una densidad de 6 ind/ha en bosques primarios y 8 ind/ha en bosques secundarios.

### Amenazas
Las principales amenazas del monito del monte son la degradación, fragmentación y destrucción de su hábitat, el bosque templado valdiviano. Este bosque ha sido reducido drásticamente en el último siglo, a tal punto que solo el 30 % permanece intacto. La actividad maderera y agrícola han sido la causa principal de este daño. En la parte norte de su distribución, especies exóticas como el Pinus radiata han remplazado progresivamente a los bosque nátivos. En el sur la actividad ganadera ha degradado significativamente el suelo, por lo que miles de hectáreas de bosque nativo se han remplazado por pastizales. Usualmente se talan los árboles autóctonos más grandes y longevos debido a su alto valor comercial. Después se sigue con los troncos caídos, que son usados comúnmente como leña. El resto del bosque es comido o pisoteado por el ganado, lo que impide que se regenere.
Las actividades antropogénicas usualmente degradan el hábitat del monito del monte, ya que alteran factores esenciales para su conservación como el diámetro y densidad de las ramas y la diversidad de plantas. Además, remueven las ramas en el suelo y la caña de colihue, donde el marsupial nidifica. La falta de vegetación en el sotobosque podría disminuir su movilidad y disponibilidad de alimento. Los bosques degradados usualmente poseen un dosel arbóreo menos frondoso, lo que aumenta la exposición al sol y forma microclimas más secos.
El monito del monte es afectado de forma negativa por la fragmentación de su hábitat. Diversos estudios han mostrado que el marsupial evita en lo posible transitar por pastizales, por la que es poco probable que pase de un fragmento de bosque a otro. Este aislamiento poblacional podría causar un cuello de botella que probablemente terminaría en un colapso genético o demográfico. En bosques fragmentados la presencia de depredadores aumenta debido al efecto de borde. Además se ha documentado una reducción en la capacidad del monito del monte para dispersar semillas en esos bosques.

## En la cultura popular
Al ser una especie poco conocida y difícil de encontrar, el monito del monte ha estado rodeado de un halo de misterio y se le han atribuido características fantásticas.
Supersticiones de algunas partes de su área de distribución mantienen que ver ejemplares de esta especie o tenerlos en casa dará mala suerte a las personas, habiendo constancia de que vecinos de las regiones que estos animales ocupan han llegado a echar abajo su casa al ver uno de estos pequeños marsupiales en el interior.
Los nombres que se le otorgan, chumaihuén y perrito de virtud, les confieren poderes benéficos. El chumaihuén de las historias es muy semejante al animal auténtico, pero con cola de buey y capaz de sobrevivir solo con azúcar; se le atribuye un origen relacionado con el buey que presenció el nacimiento de Jesús. El nombre perrito de virtud proviene de la creencia extendida por Chiloé de que son perros mágicos de los bosques, que habitan dentro de los troncos de los árboles y pueden vivir de la "virtud", es decir, nutrirse del aire sin tomar otro alimento. Se cree que da buena suerte oír sus débiles gritos, semejantes a los de cachorros de perro recién nacidos, y que no debe hacérseles daño porque sería una mala acción.
En tanto, el nombre colocolo alude a un ser maligno de la mitología mapuche, descrito por Manuel Rojas en su cuento "El colocolo" como "un ratón que nace de un huevo de gallina empollado por una serpiente" y que succiona la saliva de los moradores de una vivienda, a semejanza del basilisco chilote.Se debe recordar que todos los marsupiales sudamericanos son portadores de la enfermedad de Chagas y no deja de ser el caso de esta especie por lo cual se debe tener cuidado al manipularlo y en situaciones de cautiverio.
Por su aspecto muchas veces es confundido con la yaca (Thylamys elegans).